# Іванов Петро Федорович
Петро́ Фе́дорович Івано́в (23 жовтня 1921, селище Велика Вергунка, нині у складі міста Луганськ — 5 серпня 1997 Київ) — український поет, літературознавець, перекладач. Кандидат філологічних наук (1956). Учасник німецько-радянської війни, старший лейтенант військової служби.

## Біографічні дані
Народився 23 жовтня 1921 року у селищі Велика Вергунка.
Учасник німецько-радянської війни, старший лейтенант військової служби. 1943 року став членом ВКП(б). Нагороджений орденами та медалями, зокрема, двома орденами Червоної Зірки.
1952 року закінчив Київський університет. Викладав у Київському університеті. Був на партійній роботі. У 1966—1981 роках — співробітник Інституту літератури імені Тараса Шевченка АН УРСР. У 1981—1988 роках працював у видавництві «Дніпро».

Могила Петра Іванова та його родини, Байкове кладовище

Помер у 75-річному віці 5 серпня 1997 року. Похований на центральній алеї Байкового кладовища разом з дружиною та її родиною (ділянка № 43а).

### Сім'я
Дружиною Петра Федоровича була Іванова (Жовтобрюх) Жанетта Михайлівна, вчена-хімік (1928—1993), дочка мовознавця Жовтобрюха Михайла Андрійовича. Син Іванов Сергій Петрович (1951—2000) був кіноактором, донька Піша Лариса Петрівна (нар. 1964) — художниця.

## Творчість
Друкувався з 1938 року.
Збірки віршів:
- «Моя анкетна відповідь» (1962).
- «Казка про ключі» (1963).
- «Травнева напруга» (1966).
- «Єдиний вимір» (1969).
- «Срібна траса» (1975).
- «Колиска материнських рук» (1989).

Лірика Іванова — переважно медитативна. Він розмірковує про буття, моральні виміри людських взаємин. Лейтмотивом творчості поета проходить тема пам'яті минулої війни.
Опублікував низку статей з питань розвитку української літератури, зокрема поезії.
Переклав окремі вірші Олександра Пушкіна, Олександра Блока, Леоніда Мартинова.